# Mininascheren

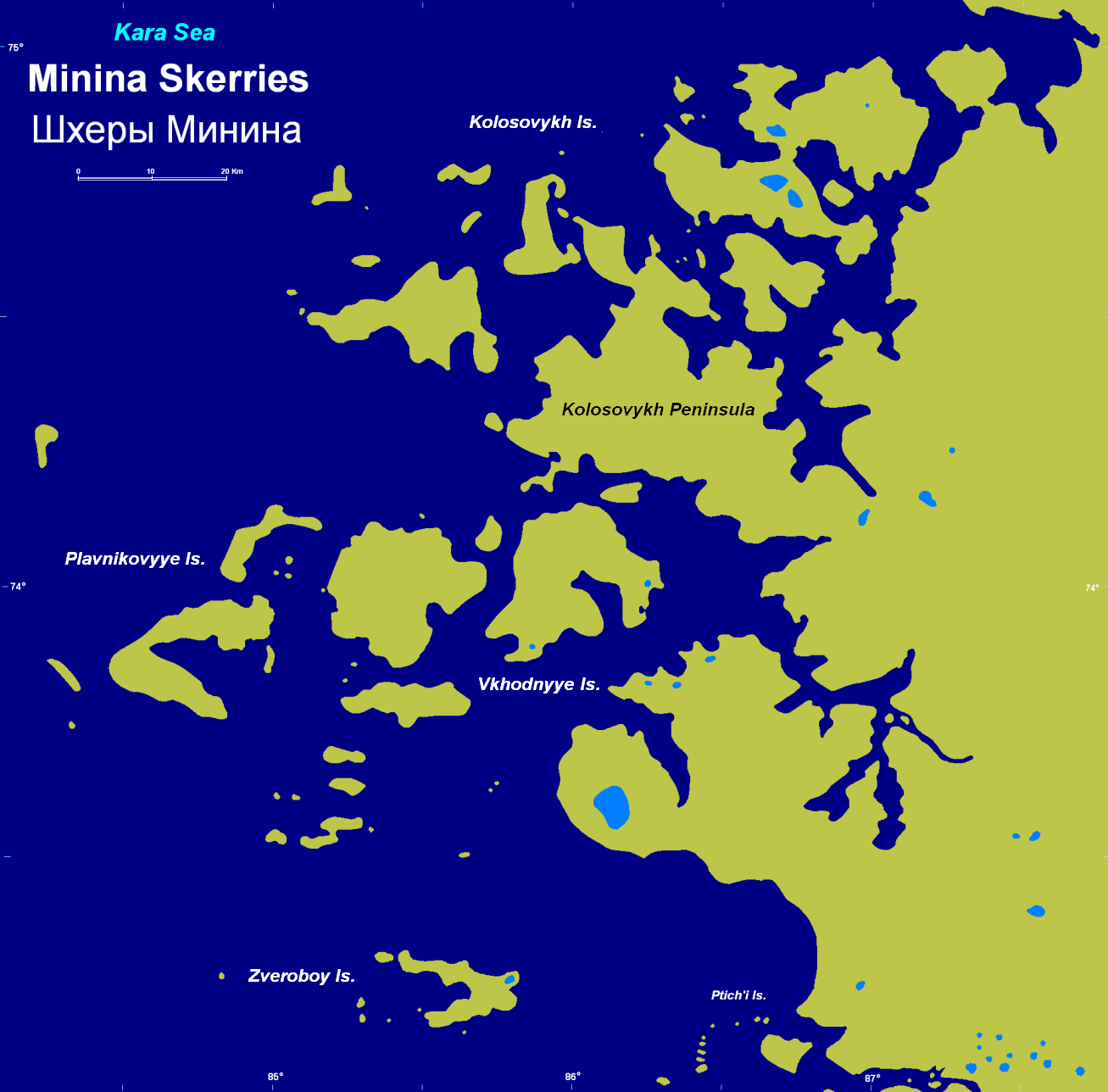

De Mininascheren of Mininscheren (Russisch: Шхеры Минина; Sjchery Minina) zijn een Scherenkust (een kustarchipel van scheren) aan de noordwestelijke kust van het Siberische (Russische) schiereiland Tajmyr, in het zuidelijke deel van de Karazee. De scherenkust strekt zich uit tussen het schiereiland Michajlov en de monding van de rivier de Pjasina en vormt onderdeel van de Chariton Laptevkust.
De Mininascheren omvatten een aantal eilanden, zeestraten en kleine schiereilanden die het grootste deel van het jaar door het ijs een geheel vormen. De winters zijn er lang en koud en de zomer duurt er gemiddeld slechts twee maanden.
Tot de Mininascheren behoren de Kolosovycheilanden, het schiereiland Minina, de Plavnikovye-eilanden, een aantal kleine kusteilanden en estuaria die diep het land insnijden. Het gebied hoort bestuurlijk bij de Kraj Krasnojarsk. De scheren bevatten een grote variëteit aan Arctische flora en fauna en vormen onderdeel van zapovednik Bolsjoj Arktitsjeski, het grootste natuurreservaat van Rusland.

## Geschiedenis
Het gebied werd voor het eerst onderzocht door Fridtjof Nansen en later gedetailleerder door baron Eduard von Toll op zijn laatste reis tijdens de Russische poolexpeditie van 1900 tot 1903 op het schip de Zarja. Eduard Toll en de kapitein van de Zarja, Nikolaj Kolomejtsev, waren nogal gefrustreerd over de moeilijke doorvaart door de slingerende waterwegen van de scheren en Toll beschreef het hele gebied als 'een doolhof'.
Het kostte de bemanning van de Zarja een week om deze moeilijke wateren te doorkruisen, waarbij het schip driemaal vastliep aan de grond. Toll en de zijnen gingen aan land op veel eilanden en kapen en gaven ze namen en voerden wetenschappelijk onderzoek uit op de eilanden, waarmee ze een belangrijke bijdrage leverden aan de studie van dit relatief onbekende deel van de Arctis, zij het dat ze wel een aantal nauwkeurigheidsfouten maakten bij het opmeten en lokaliseren van de eilanden. Toll vernoemde de scheren naar de Russische poolonderoeker Fjodor Minin.